# Vieux pont de Maribor
Le Vieux Pont (en slovène : Stari most), également nommé pont de l'État (Državni most), pont principal (Glavni most) et pont de la Drava (Dravski most), est un pont traversant la rivière Drava à Maribor, au nord-est de la Slovénie. Il relie la place principale (Glavni trg) et la rue Pobrežje (Pobreška cesta) et mesure 270 mètres de long. Sa partie centrale, enjambant la Drava, fait 166 mètres et possède trois arcs en acier.

## Histoire
Le pont a été achevé en 1913, et ouvert à la circulation le 23 août de cette année. Pendant la Seconde Guerre mondiale, il a été endommagé puis partiellement reconstruit. Les dernières rénovations ont eu lieu en 1990 et 1998.

## Galerie

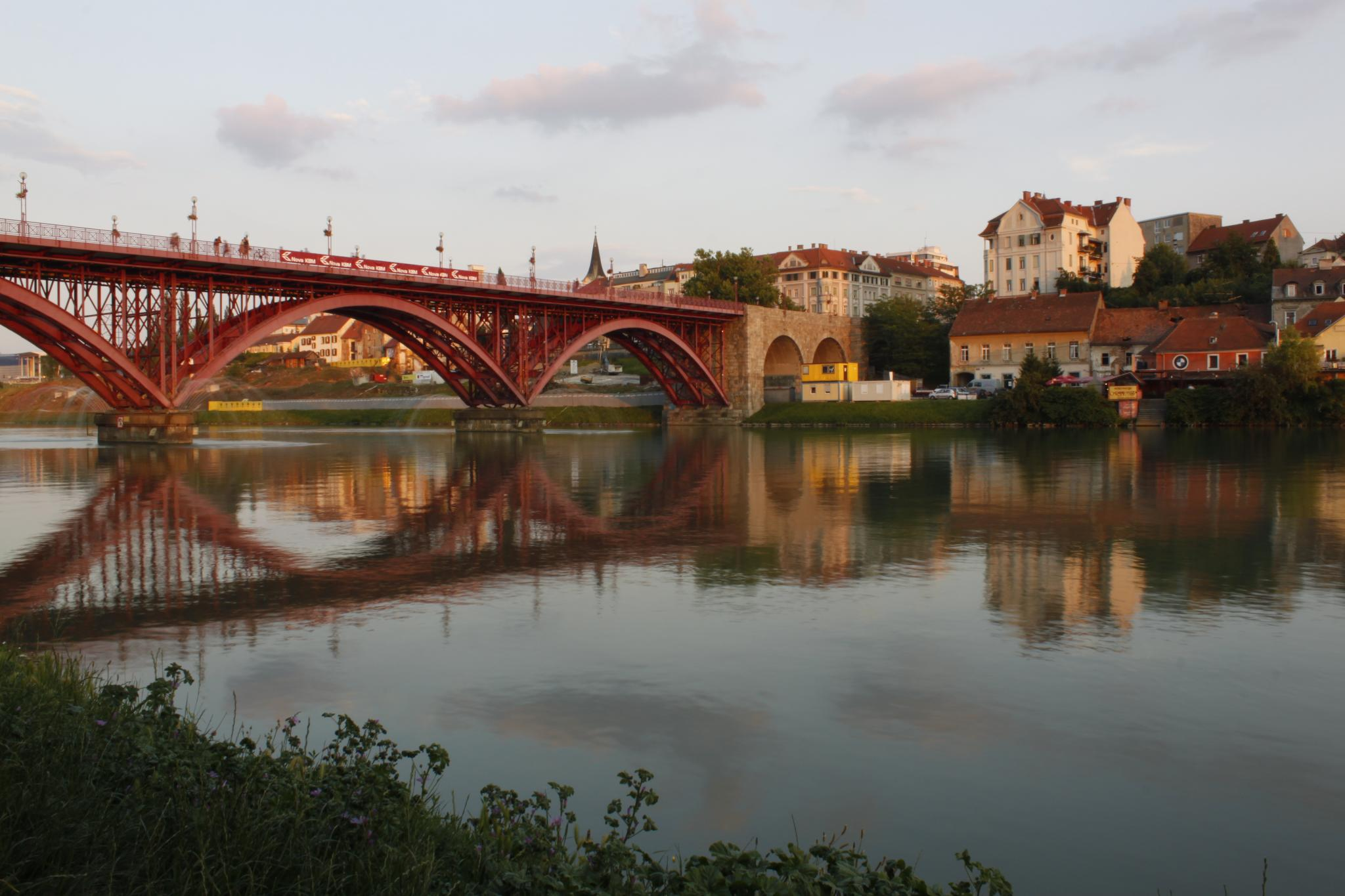
Le Vieux Pont en 2011
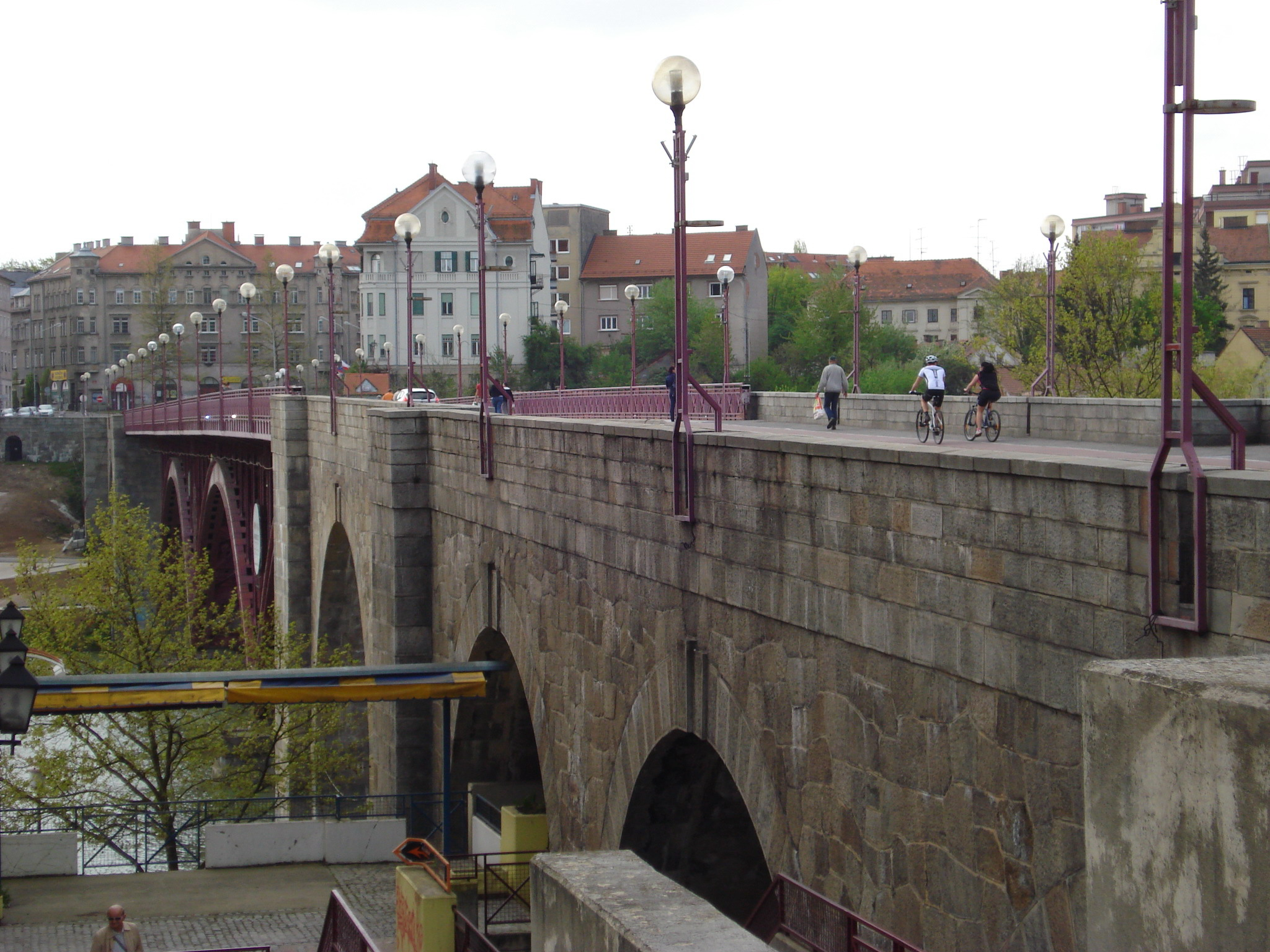
Le Vieux Pont en 2013
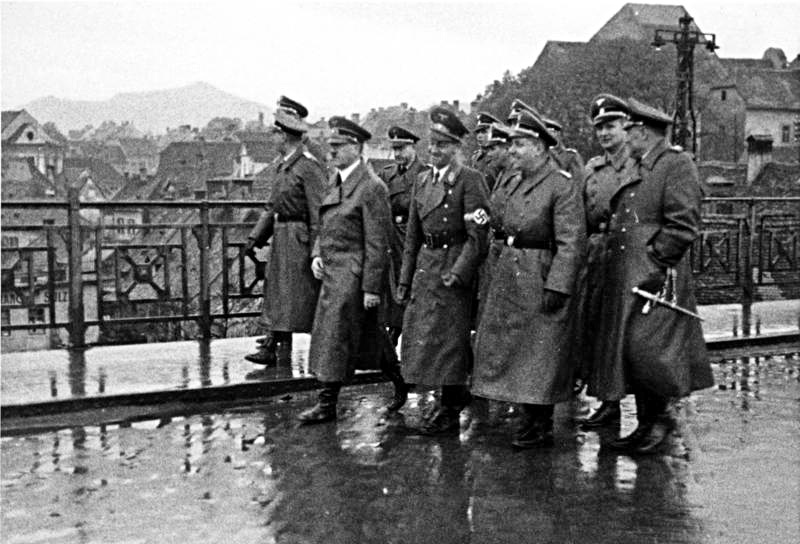
Adolf Hitler sur le Vieux Pont, avril 1941